# سیارک ۲۵۴۲۲
سیارک ۲۵۴۲۲ (به انگلیسی: 25422 Abigreene، نامگذاری:1999VL111) بیست و پنج هزار و چهارصد و بیست و دومین سیارک کشف شده‌است که در ۹ نوامبر ۱۹۹۹ کشف شد.
قدر مطلق سیارک برابر ۱۰.۲ است.